# Scorpionul manciurian auriu
Scorpionul manciurian auriu (Mesobuthus martensii) este o specie de scorpion ce aparține grupului arahnide.
1.Anusul - se afla la capatul intestinului, pe cel de-al doilea cincilea segment al "cozii". Atunci cand scorpionul tine coada ridicata, anusul se afla in partea superioara.
2.Glanda veninoasa- are forma unui saculet ce se gaseste in interiorul telsonului(ultimul segment al corpului scorpionului).Veninul iese printr-un tub foarte subtire, ajungand astfel in varful acului.
3.Lantul nervos ventral
- Sistemul nervos al scorpionilor este mai putin concentrat decat al celorlalate arahnide.Acest lant nervos este alcatuit dintr-un cordon pe care se afla 7 ganglioni.
4,Stigmele pulmonare- Sunt organele respiratorii. Se gasesc in pereche, cate una pe fiecare parte,pe segmentele al treilea, al patrulea, al cincilea si al saselea al mezosomei.